# William P. Longley
William Preston Longley, känd som Wild Bill Longley född 6 oktober 1851 i Austin County, Texas, död 11 oktober 1878 i Giddings, Texas, genom hängning, var en av de mest efterlysta amerikanska förbrytarna, och sades ha dödat över 32 män.